# УС (радиоприёмник)

УС (УС-1)

УС (универсальный супергетеродин) — название нескольких связных радиоприёмников, выпускавшихся в СССР со второй половины 1930-х гг. Использовались преимущественно в авиации. Большое количество списанных приёмников этого типа работало на коллективных и индивидуальных любительских радиостанциях.
Все приёмники УС — ламповые супергетеродины с одним преобразованием частоты, приспособленные для приёма радиотелефонных (с амплитудной модуляцией) и радиотелеграфных сигналов.

## УС, ПР-4
Приёмник УС, или УС-1, разработан в середине 1930-х годов и выпускался на заводе «Электросигнал» в Воронеже, с 1937 по 1959 год на заводе № 203 им. С. Орджоникидзе в Москве (ныне МРЗ «Темп»), с осени 1941 года — в г. Горьком на заводе № 197 им. В. И. Ленина, в нескольких модификациях, последняя из них — УС-П (1948 год). Приёмник всеволновый, на восьми октальных лампах с металлическим баллоном 6К7 (4 шт.), 6Л7, 6Ж7, 6Х6 и 6Ф6. Имеет отключаемую АРУ (АРГ - автоматическая регулировка громкости, в оригинале). Для своего времени довольно компактный и лёгкий, с очень плотной компоновкой. По некоторым сведениям, при его создании использовался опыт, приобретённый советскими специалистами в США, на фирме RCA, где они изучали американские технологии и участвовали в разработке радиоаппаратуры (см. СВД (радиоприёмник)).
- Диапазон частот — от 175 до 12000 кГц, то есть охватывает длинные, средние и низкочастотный участок коротких волн.
- Чувствительность в телеграфном режиме — 1…4 мкВ, в телефонном — 4…15 мкВ.
- Промежуточная частота — 115 кГц. Из-за такой низкой ПЧ у приёмника невысокая избирательность по зеркальному каналу (см. Супергетеродин), что отражено в руководствах по эксплуатации.
- Габариты без выступающих частей — 320×130×170 мм.
- Масса — 5,1 кг.
- Питание — от бортовой сети самолета через умформер или от другого внешнего источника.

Применялся в составе радиостанций РСБ всех модификаций, РАФ, РСР-1 и других. Такой же приёмник для гражданского применения производился под названием ПР-4 (ПР-4-В, ПР-4-П) с градуировкой шкалы в килогерцах, а не в условных номерах фиксированных волн, как на УС. ПР-4 входил в состав радиостанции РК-0,05А.

## УС-3
Семиламповый коротковолновый приёмник, по конструкции совершенно отличный от первых УС.
- Диапазон частот — 2,5…15 МГц, разбит на три поддиапазона, переключатель диапазонов кнопочный.
- Чувствительность в телеграфном режиме — 1…4 мкВ, в телефонном — 4…10 мкВ.
- Масса приёмника — 9,5 кг.

Применялся в составе радиостанций РСБ-бис, РСР-2бис.

## УС-4
Внешне и по характеристикам такой же, как УС-3, но существенно отличается по устройству. Собран не на семи, а на восьми лампах, преобразователь частоты выполнен с отдельным гетеродином, а не совмещённым, иначе решена система автоматической регулировки усиления. Применялся в составе радиостанций РСБ-бис, РСБ-3бис, РСР-1. Для сухопутных войск выпускался вариант УС-4С на лампах прямого накала в стеклянном баллоне, а не в металлическом.

## УС-4 ВЭФ
В немецких и американских справочниках по советской аппаратуре связи под индексом УС-4 (US-4, YC-4) описан приёмник, очень схожий с американским приёмником HRO Jr. фирмы National Radio Company. Приемник HRO (см. en:National HRO) выпускали в США в нескольких вариантах с 1935 до 1964 г., он был очень популярен и у любителей, и у профессионалов (один стоял дома у Э. Т. Кренкеля), а его клоны производились во многих странах, включая Германию и СССР. Что касается приёмника под индексом УС-4 (US-4), то его, по некоторым данным, изготавливали на заводе ВЭФ в Риге по заказу ВМФ СССР перед самой войной, и вся партия (вероятно, до 200 штук) досталась немцам. Приёмник коротковолновый, перекрывает диапазон 1,5…30 МГц, разбитый на несколько поддиапазонов. Переключение поддиапазонов — сменой блока контурных катушек (характерная особенность приёмников семейства HRO).
В Риге ещё до присоединения Латвии к СССР выпускались связные приёмники US-2 и US-6, так что совпадение аббревиатур, вероятно, случайное.

## УС-8 («Двина»)
Средне-коротковолновый приёмник УС-8 «Двина» состоит из собственно приёмника и выносного пульта управления, соединённых кабелем длиной до 25 м. Разработка СКБ московского радиозавода им. Орджоникидзе (завод № 528), серийное производство — с 1956 по 1980 г. (единичное производство продолжалось до 1985 г.). Выпущено не менее 5000 шт. Приёмник пятидиапазонный, собран на 17 лампах пальчиковой серии. Схема в основном аналогична УС-9. Питается от бортовой сети переменного тока 115 В 400 Гц и постоянного тока 27 В. Использовался, в частности, на самолётах Ту-95, Ту-126, Ту-142, Ан-12, Ан-24, Ан-26, Ан-30, Ан-32 в паре с передатчиками Р-807, Р-808, Р-813, Р-836 и другими..
- Диапазоны частот:
  - 230..500 кГц (СВ)
  - 2,1…3,7 МГц
  - 3,7…6,4 МГц
  - 6,4…11,3 МГц
  - 11,3…20,0 МГц
- Промежуточная частота — 1035 кГц.
- Чувствительность, не хуже:
  - в телефонном режиме — 15 мкВ;
  - в телеграфном режиме — 5 мкВ.
- Габариты приёмника: 460×185×340 мм
- Масса комплекта (приёмник, пульт, блок питания): 27,5 кг.(были модификации с двумя пультами управления и коробкой коммутации пультов)

## УС-9 («Соловей»)
Девятиламповый средне-коротковолновый приёмник, почти точная копия американского бортового приёмника RCA BC-348 (AN/ARR-11), который устанавливался, в частности, на бомбардировщиках B-29 и на поставлявшихся в СССР летающих лодках «Каталина». УС-9 применялся в паре с передатчиками РСБ-70 (Р-807) на многих типах самолётов и вертолётов. Модернизированные варианты УС-9ДМ и УС-9ДМС управлялись с пульта дистанционного управления.
Техническую документацию на УС-9 готовили на заводе радиоизмерительной аппаратуры в Горьком (завод № 326, он же завод им. Фрунзе). Там же с 1948 г. началось серийное производство. Оно продолжалось до 1980 г. на нескольких заводах, а с 1980 по 1987 г. изготавливали мелкие серии и отдельные экземпляры приёмника по особым заказам. Таким образом, BC-348/УС-9 выпускался с 1938 по 1987 г. — дольше, чем любое другое радиотехническое изделие в мире. Всего выпущено более 50 тыс. штук УС-9.
- Диапазоны — 200…500 кГц и 1,5…18 МГц, разбиты на шесть поддиапазонов.
- Чувствительность — 3…8 мкВ (телеграф), 5…15 мкВ (АМ).
- Промежуточная частота — 915 кГц.
- Питание от бортовой сети, либо постоянного тока 27 В, либо переменного 115 В 400 Гц, через встроенный умформер. В поздних вариантах вместо умформера стоит транзисторный преобразователь напряжения. Любители ставили на его место трансформаторный блок питания от сети 220 В 50 Гц.
- Потребляемая мощность от источника постоянного напряжения 27 В — 35 Вт (по другим литературным источникам — 40 Вт), а при питании от сети 115 В 400 Гц потребление составляет 50 Вт.
- Габариты — 245×465×275 мм.
- Масса — 17 кг.

## Иллюстрации

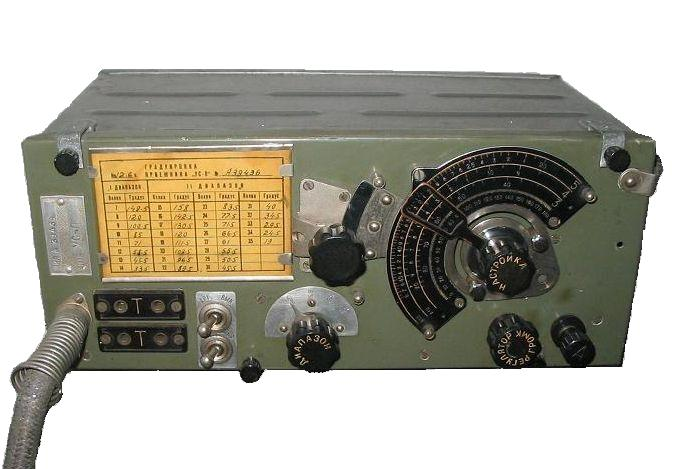
УС-П
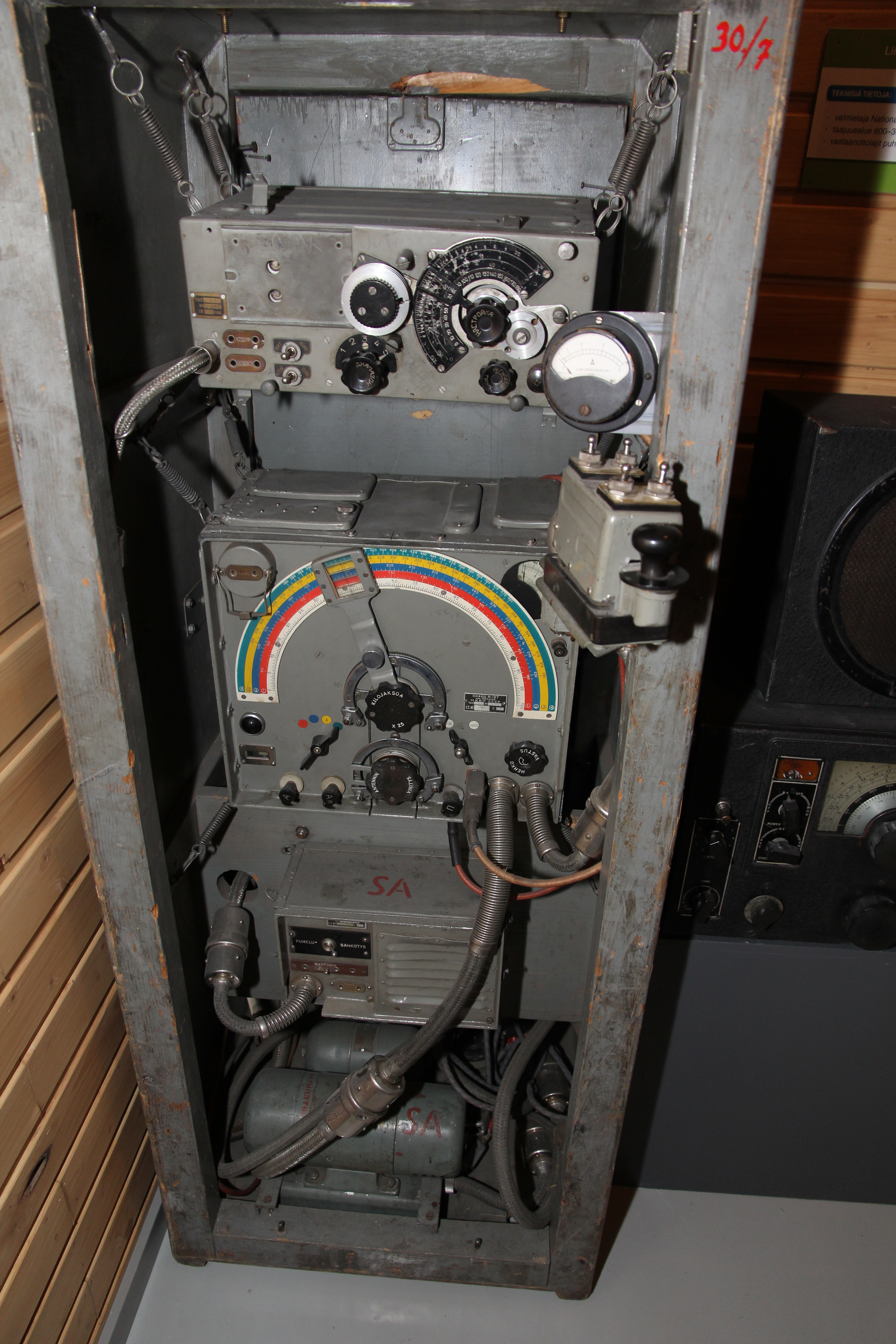
Радиостанция РСБ с УС-1
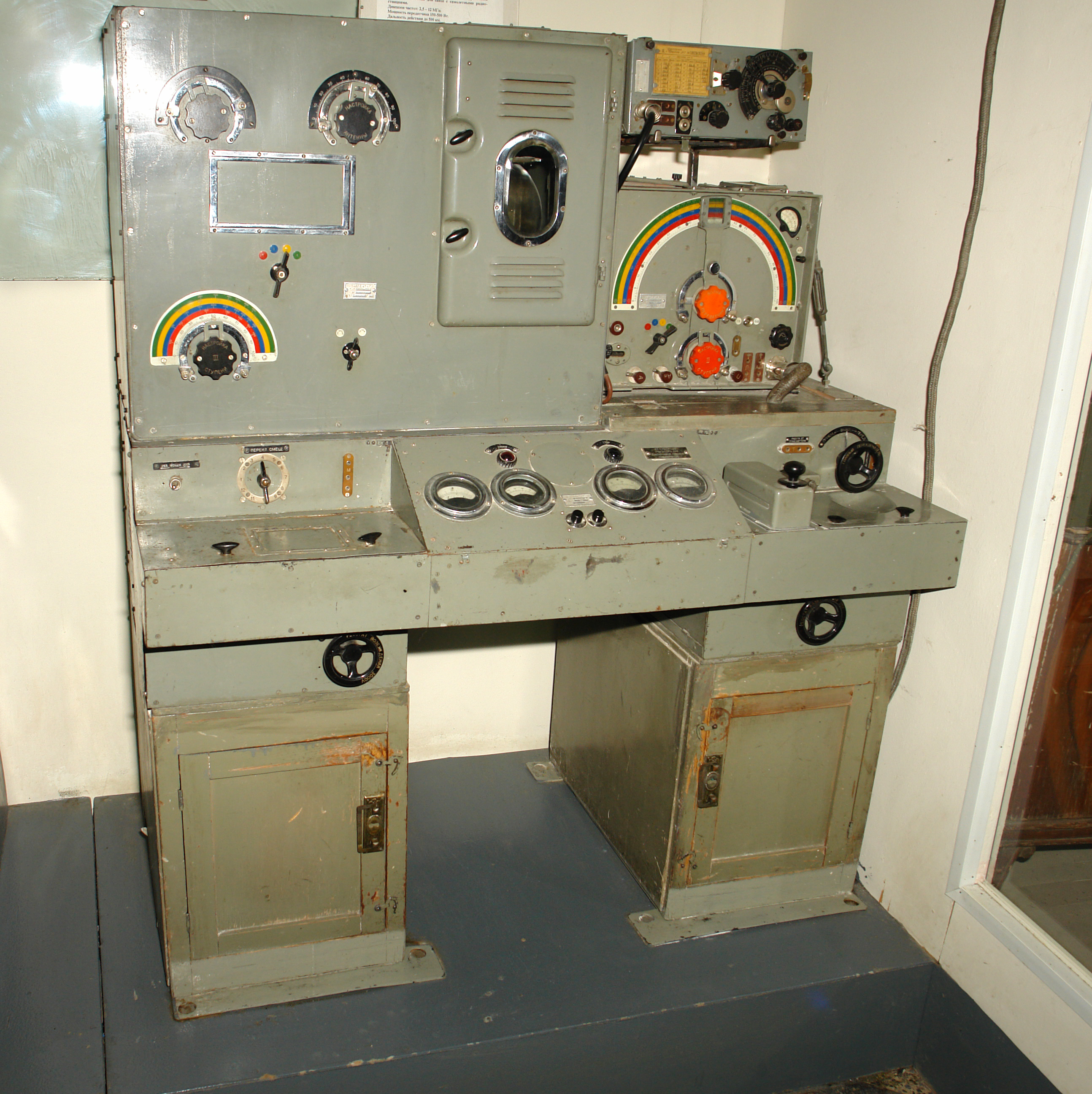
Наземная радиостанция РАФ-КВ-бис (1941 г.) с приёмником УС
Приемник УС в радиорубке парохода «Георгий Седов», 1940 г.
УС-4
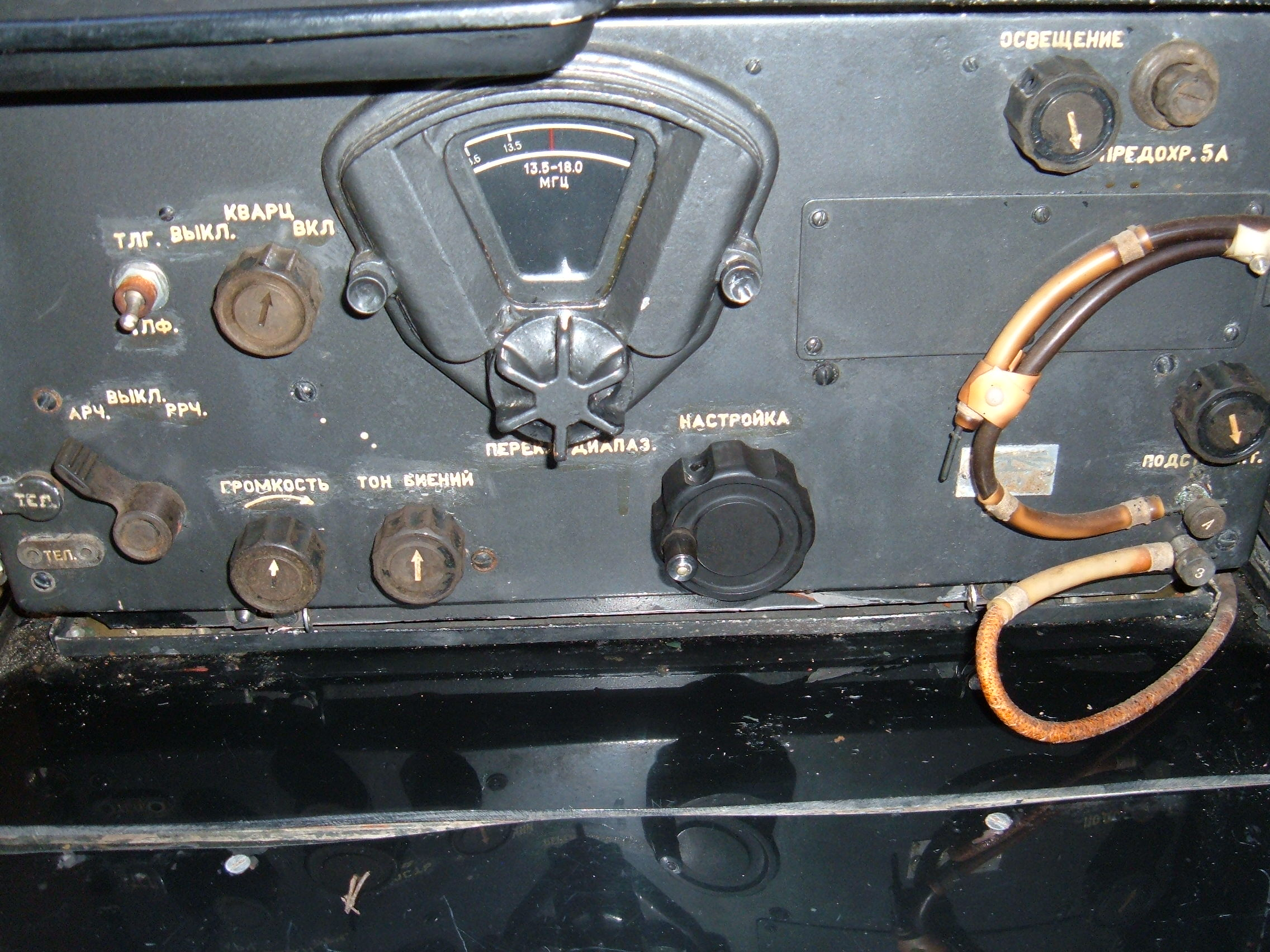
УС-9
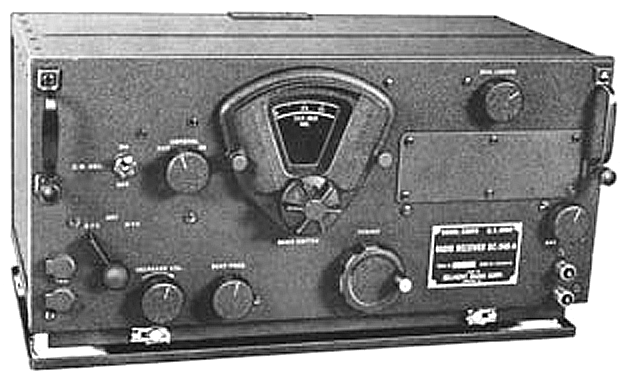
BC-348 — американский прототип УС-9
Пульт дистанционного управления УС-8
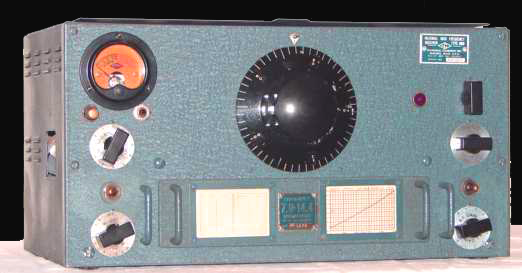
National HRO 1938 года, прототип УС-4 ВЭФ. В нижней части панели виден выдвижной блок сменных катушек с калибровочным графиком.